# Rafelbunyol
Rafelbunyol (em valenciano e oficialmente) ou Rafelbuñol (em castelhano) é um município da Espanha na província de Valência, Comunidade Valenciana. Tem 4,2 km² de área e em 2021 tinha 9 351 habitantes (densidade: 2 226,4 hab./km²).

## Demografia
| Variação demográfica do município entre 1991 e 2004 | Variação demográfica do município entre 1991 e 2004 | Variação demográfica do município entre 1991 e 2004 | Variação demográfica do município entre 1991 e 2004 |
| --------------------------------------------------- | --------------------------------------------------- | --------------------------------------------------- | --------------------------------------------------- |
| 1991                                                | 1996                                                | 2001                                                | 2004                                                |
| 4963                                                | 5260                                                | 5727                                                | 6349                                                |